# Unierad
Unierad, Unirad – staropolskie imię męskie. Składa się z członu Unie- ("lepszy") -rad ("radosny, zadowolony"). Może zatem oznaczać "ten, który jest bardziej (niż inni) zadowolony i szczęśliwy", "ten, który ma więcej powodów do zadowolenia (niż inni)". Notowane w Polsce od średniowiecza. Niektóre możliwe staropolskie zdrobnienia: Uniej, Uniema (masc.), Unima (masc.), Unimka (masc.), Unka (masc.), Unko, Uno, Unoch, Unosz, Unylec (wschsłow.).  
Unierad, Unirad imieniny obchodzi 10 grudnia.
Zobacz też: 
- Unieradz – wieś w Polsce